# 汉武帝 (电视剧)
《汉武帝》是20世纪90年代，中國出品的一部历史剧，於1998年获得第18届中国电视剧飞天奖长篇电视剧三等奖。

## 制作人员
- 导演：陈家林
- 服装设计：李建群

## 演员名单
- 周里京饰汉武帝
- 于小慧饰卫子夫
- 于　慧饰陈阿娇
- 李建群饰王美人
- 詹　洁饰李夫人
- 杨童舒饰卫长公主
- 杨　君饰平阳公主
- 普超英饰馆陶公主
- 严敏求饰窦太后
- 郑　爽饰栗　姬
- 刘毓滨饰汉景帝
- 师小红饰卫　青
- 姜　洋饰司马相如
- 张　彤饰东方朔
- 张永强饰刘　据
- 刘跃华饰公孙弘
- 王建新饰公孙敖
- 白　凡饰霍去病
- 张　杰饰李延年
- 卢　勇饰李广利
- 汪　杰饰窦　婴
- 刘　兵饰田　鼢
- 包斯尔饰灌　夫
- 张光正饰汲　黯
- 李严嵩饰许　昌
- 叶庆林饰庄青翟
- 王　刚饰张　骞
- 张春雨饰刘　荣
- 张　弓饰韩　嫣
- 李　刚饰董　偃
- 巴　音饰江　充
- 高　丽饰钩弋夫人
- 徐成峰饰苏　文
- 李苏恩饰劉屈氂
- 张天喜饰司马迁
- 蔡　棣饰霍　光
- 张振原饰栾　大
- 张铁铮饰石　德
- 葛文田饰李　陵
- 张铁驹饰钩弋夫人父亲
- 张静宇饰王　恢
- 杨陆毅饰淮南王
- 张　森饰侏儒甲
- 乐　天饰侏儒乙
- 杨　杰饰侏儒丙

## 电视音乐
- 作曲：王佑贵
- 作词：盛和煜 孙卓
- 片尾曲
- 演唱：八只眼